# El Risitas

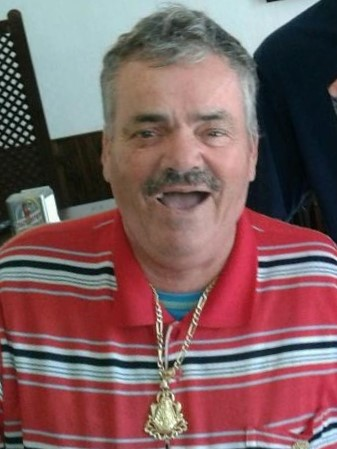
El Risitas (2015)

El Risitas, eigentlich Juan Joya Borja (* 5. April 1956 in Sevilla, Andalusien; † 28. April 2021 ebenda), war ein spanischer Komiker und Schauspieler. Eines seiner Interviews wurde 2015 in einer Nachbearbeitung ein internationales Meme.

## Leben
Juan Joya wurde in Sevilla geboren und hatte anfänglich einfache Jobs wie Koch oder Träger für Zementsäcke. Seinen ersten Auftritt im Fernsehen hatte er im Jahr 2000 in der von Jesús Quintero produzierten und moderierten Show El Vagamundo, die im Canal 2 Andalucía von 1999 bis 2002 lief. Die Show besteht im Wesentlichen aus Interviews mit Personen mit einer interessanten Geschichte, darunter war auch Joya und sein damaliger Geschäftspartner „El Peito“. Joya stach durch sein besonderes Lachen heraus – daher auch der Beiname „El Risitas“, der Kichernde, der Glucksende.
Joya fand anschließend Aufträge als Redner und Komiker, der gekonnt Witze und Geschichten in Fernsehsendungen, auf regionalen Festen bis zu privaten Partys vortrug. Mit der wiederkehrenden Präsenz in den nationalen Medien (B-Prominenz) erhielt er auch eine kleine Rolle im Film Torrente 3: El protector von 2005. Nachdem er 2015 auch international bekannt wurde (siehe Internetphänomen), erhielt er auch kleine Aufträge außerhalb Spaniens, beispielsweise für eine Pizzawerbung in Finnland.

## Filmografie
- 2000–2002: El Vagamundo,[4] Canal 2 Andalucía
- 2002–2005: Ratones Coloraos, Canal Sur Televisión[5]
- 2005: Torrente 3: El protector[4]
- 2006–2007: El loco de la colina, La 1[5]
- 2007–2012: El Gatopardo, Canal Sur[5]

## Internetphänomen
Im Jahr 2007 erschien er in der Show Ratones Coloraos, ebenfalls von Jesús Quintero produziert und moderiert, in der er über sein Leben als Koch und Tellerwäscher berichtete. Darin eingebettet war ein Vorfall, als er Paella-Pfannen im nahen Meer deponierte, um sich durch die Einwirkung des Salzwassers die Arbeit zu erleichtern, um am nächsten Morgen allerdings festzustellen, dass die Flut die Pfannen weggespült hatte. Joya und der Moderator brachen dabei immer wieder in Lachen aus. Das Interview wurde am 25. Juni 2007 bei Youtube hochgeladen und wurde bis zur internationalen Bekanntheit dort schon mehr als eine Million Mal aufgerufen.
2014 wurde das Video erstmals von den Muslimbrüdern verwendet, um den ägyptischen Präsidenten as-Sisi zu parodieren. Es folgten weitere Neuvertonungen durch Geeks, die Technik oder Spiele verulkten. Das Schema folgt dabei dem Internetphänomen der Bunkerszene in Der Untergang, wo der originale deutsche Text der Hitler-Figur mit völlig anderen englischen Texten versehen wurde, die jedoch dem Rhythmus der Szene folgen. Im März 2015 beschäftigt sich eine solche Parodie mit dem neuen MacBook, bei der die englischen Untertitel unter dem spanischen Video vorgeben, er wäre ein ehemaliger Apple-Ingenieur – in nur einem Monat erreichte diese Bearbeitung über 5 Millionen Zuschauer.
Im deutschen Sprachraum wurden daraufhin auch Bearbeitungen – mit deutschen Untertiteln – vorgenommen, in denen er häufig als Papá Verdad („Vater Wahrheit“) bezeichnet wird.

## Gesundheit und Tod
El Risitas litt an Diabetes mellitus. Im September 2020 wurde ihm im Hospital de la Caridad in Sevilla eines seiner Beine amputiert. Joya starb am 28. April 2021 im Alter von 65 Jahren im Hospital Universitario Virgen del Rocío in Sevilla.